# 吉水县
吉水县地处江西省中部，赣江中游，隶属于吉安市。赣江把吉水划分为水东、水西两大部分，縣人民政府駐文峰鎮。
吉水县城建于赣江与恩江汇合处，常住人口10万余人。 吉水縣自稱當地是“文章節義之邦，人文淵源之地”、“狀元之鄉”、“一門三進士，隔河兩宰相，五里三狀元，十里九佈政，九子十知州”，至井冈山机场约60公里。

## 历史

荷兰人约翰·纽霍夫在1665年所画的吉水风景图

战国时属楚国。秦朝属九江郡庐陵县。东汉和帝永元八年（96年），析新淦、庐陵县之间置石阳县（县治今醪桥镇固洲村），属豫章郡；献帝建安四年（199年），析豫章郡置庐陵郡，石阳县属之。吴高祖天祐七年（910年），扬吴占领吉州，沿承唐制；升吉水镇为吉水县，以新淦为都制置使治所。
明朝時就有“朝中半江西，翰林多吉水”這一諺語流傳。此外，吉水还自稱出現过“一门三进士、隔河两宰相、五里三状元、十里九布政”。

## 地理
地处吉泰盆地东北侧，地势东高西低，海拔最高为东山脑海（891米），森林覆盖率达62.8%。主要河流除赣江外，还有恩江，泷江，同江。

## 交通
- 公路  赣粤高速公路入口距县城12公里， 105国道穿过县城中心。县内114条县乡公路。
- 铁路 京九铁路穿过县城中心，吉水站位于城南工业园文山大道，并设八都站、醪桥站。昌赣客运专线设吉水西站。
- 水路 赣江乘船可直达吉安、赣州、南昌、九江。
- 航空 井冈山机场距县城约60公里

## 行政区划
吉水县下辖15个镇、3个乡：
文峰镇、阜田镇、盘谷镇、枫江镇、黄桥镇、金滩镇、八都镇、双村镇、醪桥镇、螺田镇、白沙镇、白水镇、丁江镇、乌江镇、水南镇、尚贤乡、水田乡、冠山乡和吉水县工业园区。

## 人口
第七次全国人口普查年常住人口，吉水县常住人口为421849人，男性人口占比52.65%，女性人口占比47.35%，年龄结构中0-14岁占比26.07%，15-59岁占比55.23%，60岁以上占比18.69%，65岁以上占比13.18%。

## 风景名胜
- 中国历史文化名村：燕坊村、桑园村、
- 江西省历史文化名村：仁和店村、

### 历史文化街区
- 上下老街历史文化街区
- 八都老街历史文化街区
- 金滩老街历史文化街区